# 小澤美夏
小澤　美夏（おざわ みか、1985年8月9日 - ）は、長野県塩尻市出身のショートトラックスピードスケート選手。2001年世界ジュニア選手権出場を皮切りに、2002年ソルトレークシティオリンピック出場、2006年トリノオリンピックでは1000mで9位と着実に成績を上げてきている。2010年バンクーバーオリンピックで3大会連続出場。
堺女子高校、阪南大学を卒業し、現在は阪南大学職員。